# 手彫切手
手彫切手（てぼりきって）は手彫りの版を用いて印刷した切手。竜文切手、竜銭切手、桜切手及び鳥切手に区分される。
かつては高度な技術を持った職人が製作していた。全く同じ版を作る事は困難で、ある程度は偽造防止にも役立った。収集家の間では珍重される。
当初、1シートにつき40面の龍の図柄でこげ茶色の四十八文、青色の百文、朱色の二百文、青緑色の五百文切手の4種類が作られた。版の製作は京都松田玄々堂の松田敦朝(緑山)が担当した。明治5年に貨幣制度改正に伴って、半銭・壱銭・弐銭・五銭の切手になった。明治7年には龍の手彫りから桜の手彫りに変わった。1871年(明治4年)3月1日発行の竜四十八文から1876年(明治9年)発行の桜5銭までの45種類の切手が発行された。また、外国郵便開業に伴い、1875年(明治8年)に外国郵便料金に合わせた額面の鳥切手が発行された。
後に海外からの印刷技術の導入により廃れたが、手彫りの版自体は存続し、現在でも一部の切手に手彫りの版が重ねられる例もある。